# Jet Set Willy II: The Final Frontier
Jet Set Willy II: The Final Frontier is een computerspel dat werd ontwikkeld en uitgegeven door Software Projects. Het spel werd uitgebracht in 1985 voor de Commodore 64, MSX en ZX Spectrum. Later volgde ook nog een paar andere platforms. Het spel is een vervolg op Jet Set Willy. Het spel is een platformspel bestaande uit meerdere kamers. In elke kamer heeft bepaalde gevaren, zoals punten, draaiende messen en touwen. Omdat sommige kamers meerdere ingangen hebben moet de route door het huis zorgvuldig gekozen worden.

## Platforms
| Jaar | Platform                                 |
| ---- | ---------------------------------------- |
| 1985 | Commodore 64, MSX, ZX Spectrum           |
| 1986 | BBC Micro, Electron, Commodore 16 Plus/4 |
| 1992 | Amiga                                    |
| 2011 | iPad, iPhone                             |

## Ontvangst
| Beoordeeld door | Jaar | Platform             | Score |
| --------------- | ---- | -------------------- | ----- |
| Commodore User  | 1987 | Commodore 16, Plus/4 | 80%   |
| Amiga Joker     | 1992 | Amiga                | 29%   |